# Gmina Vrhnika
Vrhnika – gmina w Słowenii. W 2002 roku liczyła 17 729 mieszkańców.

## Miejscowości
Miejscowości wchodzące w skład gminy Vrhnika:

- Bevke
- Bistra
- Blatna Brezovica
- Drenov Grič
- Jamnik
- Jerinov Grič
- Lesno Brdo
- Mala Ligojna
- Marinčev Grič
- Mirke
- Mizni Dol
- Padež
- Podlipa
- Pokojišče
- Prezid
- Sinja Gorica
- Smrečje
- Stara Vrhnika
- Strmica
- Trčkov grič
- Velika Ligojna
- Verd
- Vrhnika – siedziba gminy
- Zaplana
- Zavrh pri Borovnici